# 祖峰
祖峰（そほう）は、大分県竹田市の祖母山・傾山麓の地域一帯を指す名称で、入田（にゅうた）地区、宮砥（みやど）地区、姥岳（うばだけ）地区の3地区の総称。人口1,185人、世帯数586世帯（2009年現在）とかなり少なく、西日本有数の過疎地域である。

## 概要
入田地区までは竹田市街地から南へ約5km、竹田市の南部に位置する山間部の地域である。南西で熊本県阿蘇郡高森町、南で宮崎県西臼杵郡高千穂町、東で豊後大野市緒方地区（旧大野郡緒方町）に隣接している。
祖母山と傾山が展望でき、大野川水系の緒方川を中心に農村的な田園風景が広がっている。また、入田には名水百選に選ばれ、全国的に有名な湧水の竹田湧水群がある。祖峰地区を南西に進み、竹田市街から宮崎県西臼杵郡五ヶ瀬町に向けて進む県道8号竹田五ヶ瀬線はバスも通る主要道路で、熊本・宮崎県境の高森町津留集落まで運行されている。

## 歴史
- 1889年（明治22年）4月1日 - 町村制施行により、祖峰地区に宮砥村・入田村・嫗岳村が成立。
- 1954年（昭和29年）3月29日 - 宮砥村・入田村・嫗岳村が竹田町などと合併して、竹田市となる。

## 名所・旧跡・観光スポット
- 竹田湧水群（日本の名水100選）
  - 泉水湧水
  - 長小野湧水
  - 河宇田湧水
  - 矢原湧水
- 白水ダム
- 中島公園 河川プール
- 神の里交流センター「緒環」
- 祖母山麓体験交流施設 あ祖母学舎（廃校した旧・姥岳小学校を改装して2001年5月に開業）
- 神原渓谷
- 神原キャンプ場
- 津賀牟礼城跡

## 交通
域内には鉄道路線なし
最寄りの鉄道駅はJR豊肥本線豊後竹田駅

### 道路

#### 県道・主要地方道
- 大分県道8号竹田五ヶ瀬線
- 大分県道410号牧口徳田竹田線
- 大分県道639号神原玉来線
- 大分県道695号九重野荻線

#### その他の道路
- 宇目小国林道
- 大野川上流広域農道（奥豊後グリーンロード）
- 白ユリ農道

### 路線バス
- 大野竹田バス(大分バスグループ)

## 施設

### 教育
かつて祖峰には小学校が入田小学校・宮砥小学校・姥岳小学校の3校が存在していた。1998年（平成10年）に姥岳小学校が宮砥小学校を編入し、2003年には宮砥小学校も統合し祖峰小学校と入田小学校の敷地に改組した。なお、姥岳小学校の校舎は2001年（平成13年）に竹田市教育委員会が運営する公共施設である祖母山麓体験交流施設 あ祖母学舎として開設した。
中学校は1962年（昭和37年）以来祖峰中学校が存在しており、地域の住民によって学校は守り続けられた。しかし、人口減少と少子化・過疎化に伴い2005年（平成17年）に閉校となった。祖峰地区在住の中学生は全員が市立竹田南部中学校まで自転車通学とスクールバスで通学している。2005年（平成17年）に旧・市立南生中学校と統合し竹田南部中学校と開校するまでは、入田の大字門田にある祖峰中学校まで自転車やバス通学をしていた。

#### 学校
- 竹田市立祖峰小学校
- 竹田市立祖峰幼稚園
  - 竹田市立祖峰中学校（2005年に竹田南部中学校に統合）

### その他
- 竹田市役所祖峰出張所
- 竹田警察署祖峰交番
- 永野公民館
- 高群公民館
- 竹田市宮砥分館
- 竹田市嫗岳分館
- 入田郵便局
- 宮砥郵便局
- 嫗岳郵便局